# 3732 Vávra
3732 Vávra eller 1984 SR1 är en asteroid i huvudbältet som upptäcktes den 27 september 1984 av den tjeckiske astronomen Zdeňka Vávrová vid Kleť-observatoriet. Den är uppkallad efter upptäckasrens far, Anton Alfred Vávra.